# Madeleine Sylvain
Madeleine Sylvain-Bouchereau (Puerto Príncipe, 5 de julio de 1905 - Nueva York, 1970) fue una feminista, socióloga y educadora haitiana pionera en su campo. En 1934, fue una de las principales fundadoras de la Ligue Féminine d'Action Sociale (en español: Liga Femenina de Acción Social), la primera organización en pro de los derechos de las mujeres en Haití.

## Biografía
Hija del poeta y diplomático Georges Sylvain y de Eugénie Mallebranche, fue una brillante estudiante educada en Haití, Puerto Rico y Estados Unidos. En 1933, se graduó en leyes en la Universidad de Haití, para luego estudiar educación y sociología en la Universidad de Puerto Rico (1936-1938) y en el Bryn Mawr College de Pensilvania, donde obtuvo un Doctorado en Sociología en 1941. Su tesis Haïti et ses femmes. Une étude d'évolution culturelle (en español: Haití y sus mujeres. Un estudio de evolución cultural) fue publicado en 1957.
Su carrera académica comenzó en 1941 cuando ingresó como profesora al Instituto de Etnología de Haití, continuando en 1945 en la Escuela Nacional de Agricultura y en la Universidad de Fisk. Fue miembro honorario de la hermandad Delta Sigma Theta.
Con el objetivo de mejorar las condiciones sociales y económicas de las mujeres, junto con otras pioneras de clase alta y media, estableció la Ligue Feminine d'Action Sociale. Sylvain-Bouchereau jugó un papel importante en la contribución a La Voix des Femmes, la revista de la organización.

### Participación internacional
La carrera internacional de Sylvain-Bouchereau comenzó en 1937 cuando fue la delegada de Haití en la Tercera Conferencia Interamericana de Educación. Fue una de las primeras haitianas en participar del trabajo de la naciente Naciones Unidas, organizando servicios sociales para prisioneros políticos polacos en 1944. Fue parte del primer comité para los derechos de la mujer y, de 1952 a 1956, ayudó a la Liga Internacional de Mujeres por la Paz y la Libertad a dar cursos educativos en Copenhague y Hamburgo. De 1966 a 1968, fue asesora del gobierno de Togo en desarrollo comunitario.
Del 10 al 15 de abril de 1950, en el gobierno de Dumarsais Estimé, para celebrar el bicentenario de Puerto Príncipe, se organizó el primer congreso de las mujeres cuya organización fue encargada a Madeleine por el comisariado de la ciudad. El primer logro legal conseguido por las mujeres en Haití fue en la Constitución de 1955. Cinco años después, Léonie Coicou Madiou presentó su candidatura como alcaldesa de Puerto Príncipe. En las elecciones de 1957 las mujeres haitianas pudieron ejercer el voto de manera libre y sin restricción.
Madeleine Sylvain murió en 1970 en la ciudad de Nueva York.

## Vida personal
Madeleine tuvo varios hermanos y hermanas notables. Su hermana mayor, Suzanne Comhaire-Sylvain (1898-1925), fue la primera mujer antropóloga de Haití, mientras que su hermana menor, Yvonne Sylvain (1907-1989), fue la primera doctora del país. Su hermano, Normil Sylvain (1900-1929), fundó La Revue indigène, que publicó poesía y literatura haitianas nativas. Su hermano menor, Pierre Sylvain (1910-1991), botánico, informó sobre la producción de café en Etiopía.

## Obras seleccionadas
- Sylvain-Bouchereau, Madeleine (1944), Education des femmes en Haïti, Port-au-Prince, Imp. de l’Etat.
- Sylvain-Bouchereau, Madeleine (1944), Lecture Haïtienne : La Famille Renaud, Port-au-Prince, Editions Henri Deschamps.
- Sylvain-Bouchereau, Madeleine (1946), "Les Droits des femmes et la nouvelle Constitution", in La Femme haïtienne répond aux attaques formulées contre elle à l’Assemblée constituante, Port-au-Prince, Société d’Editions et de Librairie.
- Sylvain-Bouchereau, Madeleine (1950), "La Classe moyenne en Haïti", in Matériaux pour l’étude de la classe moyenne en Amérique Latine, Washington, Département des Sciences sociales de l’union panaméricaine.
- Sylvain-Bouchereau, Madeleine (1957), Haïti et ses femmes. Une étude d’évolution culturelle, Port-au-Prince, Les Presses Libres.